# Österreichische Eishockey-Liga 2017/18
Die Saison 2017/18 der Österreichischen Eishockeyliga begann am 8. September 2017. Titelverteidiger waren die Vienna Capitals. Neuer Meister wurde zum zweiten Mal in fünf Spielzeiten der italienische Club HC Bozen mit einem 4:3-Finalsieg gegen den EC Red Bull Salzburg. Die Salzburger erreichten als bester österreichischer Klub ihren achten österreichischen Meistertitel.

## Im Vorfeld

### Teilnehmende Mannschaften
Wie in den Jahren zuvor gab es wieder sehr früh Berichte um eine mögliche Erweiterung der Liga. Im Jänner 2017 wurde bekannt, dass der kroatische Club KHL Medveščak Zagreb um Wiederaufnahme angesucht hatte. Der Club war bereits zwischen 2009 und 2013 in der EBEL aktiv gewesen und hatte zwischenzeitlich vier Jahre lang in der KHL gespielt. Kurz vor den Play-offs der Vorsaison wurde dies auch bestätigt; die Kroaten ersetzten damit den letzten verbliebenen slowenischen Ligaclub HDD Olimpija Ljubljana, der nach zehn Jahren aus der Liga ausgeschieden war und wenig später in Insolvenz ging. Die Laibacher hatten zuvor über Jahre hinweg mit Zahlungsproblemen und einer kaum konkurrenzfähigen Mannschaft zu kämpfen gehabt. Durch den Wechsel blieb die Anzahl der Teams gleich.
| Mannschaft           | Vorjahresplatzierung | Heimarena                  | Kapazität |
| Vienna Capitals      | Meister              | Erste Bank Arena           | 7.022     |
| EC KAC               | Vizemeister          | Eissportzentrum Klagenfurt | 5.088     |
| EC Red Bull Salzburg | Halbfinal-Out        | Eisarena Salzburg          | 2.500     |
| HC Bozen             | Halbfinal-Out        | Eiswelle                   | 7.200     |
| HC Innsbruck         | Viertelfinal-Out     | Tiroler Wasserkraft Arena  | 3.200     |
| EC Graz 99ers        | Viertelfinal-Out     | Eisstadion Graz-Liebenau   | 4.050     |
| Orli Znojmo          | Viertelfinal-Out     | Nevoga Arena               | 5.500     |
| EHC Black Wings Linz | Viertelfinal-Out     | Keine Sorgen EisArena      | 5.088     |
| Dornbirn Bulldogs    | Rang 9               | Messestadion Dornbirn      | 4.270     |
| EC VSV               | Rang 10              | Stadthalle Villach         | 4.500     |
| Fehérvár AV19        | Rang 12              | Eishalle Székesfehérvár    | 3.500     |
| KHL Medveščak Zagreb | neu in der Liga      | Dom sportova               | 6.358     |

### Trainer
Der EHC Linz löste in beidseitigem Einvernehmen nach insgesamt sechs Spielzeiten und einem Meistertitel in der Saison 2011/12 seinen Vertrag mit Cheftrainer Rob Daum auf und verpflichtete Troy Ward als Nachfolger. Vorjahresfinalist EC KAC verpflichtete Steve Walker, nachdem Mike Pellegrims nach nur einer Saison in die Deutsche Eishockey Liga zur Düsseldorfer EG gewechselt war. Beim HC Bozen trat Pat Curcio die Nachfolge von Tom Pokel an, wurde seinerseits jedoch bereits im November wieder durch den Finnen Kai Suikkanen ersetzt.
| Mannschaft           | Trainer                                                             |
| Vienna Capitals      | Serge Aubin                                                         |
| EC KAC               | Steve Walker                                                        |
| EC Red Bull Salzburg | Greg Poss                                                           |
| HC Bozen             | Pat Curcio Kai Suikkanen (seit Ende November 2017)                  |
| HC Innsbruck         | Rob Pallin                                                          |
| EC Graz 99ers        | Doug Mason                                                          |
| Orli Znojmo          | Roman Šimíček Miroslav Fryčer / Rostislav Dočekal (ab Februar 2018) |
| EHC Black Wings Linz | Troy Ward                                                           |
| Dornbirn Bulldogs    | Dave MacQueen                                                       |
| EC VSV               | Greg Holst Markus Peintner (seit Dezember 2017)                     |
| Fehérvár AV19        | Benoit Laporte Hannu Järvenpää (seit Dezember 2017)                 |
| KHL Medveščak Zagreb | Connor Cameron Douglas Bradley (seit Dezember 2017)                 |

### Modus
Der Modus blieb gegenüber den Vorsaisonen unverändert. Es wurde zunächst ein Grunddurchgang mit 44 Spielen bestritten. Im Anschluss wurde das Teilnehmerfeld aufgeteilt; die sechs besten Teams waren automatisch für die Playoffs qualifiziert und bestritten eine Platzierungsrunde mit zehn Spielen um das Wahlrecht des Gegners für das Viertelfinale. Die übrigen sechs Teams spielten in der Qualifikationsrunde in zehn Spielen um die verbliebenen beiden Playoff-Plätze. In beiden Gruppen werden der Platzierung im Grunddurchgang folgend Bonuspunkte vergeben.
Die Playoffs wurden anschließend mit Viertelfinale, Halbfinale und Finale jeweils im Modus Best of Seven gespielt.

### Berichte um einen möglichen Bestechungsversuch
Im August 2017 wurden Berichte um einen möglichen Bestechungsversuch in der Vorsaison öffentlich. Der Laibacher Torhüter Jeff Frazee berichtete davon, sein Trainer sei vor dem letzten Spiel der Qualifikationsrunde von einem Funktionär des Konkurrenzclubs Orli Znojmo kontaktiert worden, welcher zu diesem Zeitpunkt noch Chancen auf eine Playoff-Teilnahme gehabt hatte, und um seinen »Preis« für eine Einflussnahme zugunsten der Tschechen gefragt worden. Die EBEL leitete nach Bekanntwerden der Angelegenheit entsprechende Schritte ein, die jedoch in weiterer Folge (Stand: Dezember 2018) zu keinen (der Öffentlichkeit bekannt gegebenen) Ergebnissen führten.

## Saisonvorbereitung
Wie in den vorangegangenen Saisonen bildete auch in diesem Jahr die Champions Hockey League das wichtigste Turnier zur Saisonvorbereitung. Aus der EBEL waren hierfür der amtierende Meister Vienna Capitals, Vizemeister EC KAC, sowie als Zweiter der Platzierungsrunde, der EC Red Bull Salzburg qualifiziert. Darüber hinaus bestritten die Mannschaften eine Reihe von Clubtournieren.
Anmerkung: EBEL-Mannschaften sind fett dargestellt.
| Turnier                                                                | Teilnehmer | Ergebnisse |
| ---------------------------------------------------------------------- | --- | --- |
| Rudi-Hiti-Cup 17. bis 18. August 2017                                  | Vienna Capitals EC KAC EC Graz 99ers Rapaces de Gap (Ligue Magnus) Lyon Hockey Club (Ligue Magnus) Stavanger Oilers (GET-ligaen)                                                                                         | EC KAC – Lyon Hockey Club: 3:4 EC Graz 99ers – Stavanger Oilers: 3:4 Vienna Capitals – Lyon Hockey Club: 5:0 Vienna Capitals – Stavanger Oilers: 2:3 n. P. EC Graz 99ers – Rapaces de Gap: 5:3 EC Graz 99ers – Lyon Hockey Club: 3:2 EC KAC – Stavanger Oilers: 3:2 n. V. |
| Visegrad Cup 22. bis 29. August Playoffs: Oktober 2017 bis Jänner 2018 | Fehérvár AV19 DVTK Jegesmedvék (MOL Liga) MAC Budapest (MOL Liga) Újpesti TE (MOL Liga) HK Nitra (Tipsport Extraliga) HC Nové Zámky (Tipsport Extraliga) HK Poprad (Tipsport Extraliga) MsHK Žilina (Tipsport Extraliga) | Turniersieger: HK Nitra Semifinal-Out: Sapa Fehérvár AV19 |
| Vinschgau-Cup, Südtirol 28. August bis 3. September                    | EHC Linz ERC Ingolstadt (DEL) Färjestad BK (Svenska Hockeyligan) | ERC Ingolstadt – EHC Linz: 2:3 EHC Linz – Färjestad BK: 1:7 Färjestad BK – ERC Ingolstadt: 3:1 |
| Energie Steiermark Trophy 1. bis 2. September 2017                     | EC Graz 99ers Eisbären Berlin (DEL) HK Nitra (Tipsport Extraliga) Pelicans (SM-liiga) | HK Nitra – Pelicans: 1:3 Graz 99ers – Eisbären Berlin: 6:7 n. P. Graz 99ers – HK Nitra: 4:2 (Spiel um Platz 3) Eisbären Berlin – Pelicans: 3:5 (Finale) |

## Grunddurchgang

### Hauptrunde
Die Vienna Capitals setzten den Erfolgslauf aus der Vorsaison nahtlos fort und begannen die Spielzeit mit zwölf Siegen in regulärer Spielzeit in Folge, was einen neuen EBEL-Rekord darstellte. Erst dem EC VSV gelang im dreizehnten Spiel der erste Sieg gegen den amtierenden Meister in Overtime. Trotz einiger kurzen Schwächephasen hielten die Wiener jedoch den ersten Tabellenrang bis zum letzten Spieltag. Auf dem zweiten Rang landete der EC Red Bull Salzburg, der einen schwachen Saisonstart zu verbuchen hatte und erst in der zweiten Hälfte der Hauptrunde zu gewohnter Form fand.
Der EHC Linz bildete über einen Großteil der Saison den ersten Verfolger der Capitals und wechselte sich in dieser Rolle mit dem EC KAC ab. Bei letzterem enttäuschten vor allem die Leistungen der vor der Saison neu hinzugekommenen Legionäre Jon Rheault und Julian Talbot, sodass während der Saison Andrew Kozek und Nick St. Pierre als Verstärkung geholt werden mussten.
Der HC Innsbruck und Rückkehrer Medveščak Zagreb etablierten sich im Tabellenmittelfeld, wobei letztere sich rasch von Torhüter Gašper Krošelj trennten. Wenig später wurde auch Trainer Connor Cameron durch den EBEL-erfahrenen Douglas Bradley ersetzt, was die Leistungen aber in Verbindung mit dem nur durchschnittlichen Torhüter Kevin Carr nur mäßig verbesserte.
Die Dornbirn Bulldogs hatte von Beginn der Saison an mit Problemen in der Defensive zu kämpfen, worauf der Verein mit der Vertragsauflösung des französischen Torhüters Ronan Quemener reagierte. Sein Nachfolger Rasmus Rinne erwies sich als deutliche Verbesserung, sodass die Bulldogs zwischenzeitlich in den Top sechs standen, diesen guten Tabellenrang aber nicht bis zum Ende halten konnten.
Die Graz 99ers konnten nach einem passablen Start das Niveau nicht halten und fielen in der Tabelle zurück. Reagiert wurde zum Ende der Hauptrunde mit der Entlassung von Torhüter Hannu Toivonen, der nicht hatte überzeugen können. Er wurde durch Andrew Engelage ersetzt, was in weiterer Folge aber keine wesentliche Verbesserung brachte.
Der HC Bozen startete wenig erfolgreich in die Saison und landete zwischenzeitlich auf dem letzten Tabellenplatz. Die Vereinsleitung reagierte damit, Trainer Pat Curcio durch den Finnen Kai Suikkanen zu ersetzen, der die Mannschaft neu strukturierte. Auch Torhüter Marcel Melicherčík wurde durch Pekka Tuokkola ersetzt, der zuvor schon bei den Vienna Capitals ausgeholfen hatte. Zwar gelang ein Erreichen der Top sechs nicht mehr, aber die Leistungen der Mannschaft stabilisierten sich zum Ende des Grunddurchgangs.
Der ungarische Club SAPA Fehérvár AV19 konnte die ganze Saison über nicht überzeugen, was sich erst durch die Verpflichtung von Mac Carruth im Tor etwas verbesserte. Da die Spielzeit allerdings schon schwach begonnen hatte (von den ersten 15 Begegnungen konnte die Mannschaft nur vier gewinnen und 10 Punkte einfahren), blieb ein Playoff-Fixplatz auch nach dem Austausch von Trainer Benoît Laporte durch Hannu Järvenpää außer Reichweite.
Der EC VSV fand über den gesamten Grunddurchgang nicht zur Form, was letztendlich in der Entlassung von Trainer Greg Holst gipfelte. Dessen Nachfolger Markus Peintner konnte jedoch ebenso keine neuen Akzente setzen, sodass der Club den Grunddurchgang auf dem vorletzten Platz beendete. Das Schlusslicht bildete schließlich der HC Orli Znojmo, der sich die erste Hälfte des Grunddurchgangs über noch in der oberen Tabellenhälfte hatte behaupten können. Mehrere zum Teil lange Niederlagenserien ließen die Mannschaft aber immer weiter abfallen.

#### Kreuztabelle der Hauptrunden-Ergebnisse
Stand: 4. Februar 2018
| Heimmannschaft                                                    | Gastmannschaft | Gastmannschaft | Gastmannschaft | Gastmannschaft | Gastmannschaft      | Gastmannschaft | Gastmannschaft | Gastmannschaft | Gastmannschaft | Gastmannschaft | Gastmannschaft      | Gastmannschaft |
| Heimmannschaft                                                    | Wien           | Klagenfurt     | Salzburg       | Bozen          | Innsbruck           | Graz           | Znojmo         | Linz           | Dornbirn       | Villach        | Fehérvár            | Zagreb         |
| ----------------------------------------------------------------- | -------------- | -------------- | -------------- | -------------- | ------------------- | -------------- | -------------- | -------------- | -------------- | -------------- | ------------------- | -------------- |
| Wien                                                              | –              | 4:1 3:1        | 1:2 5:4        | 3:2 2:3        | 5:3 1:3             | 5:3 3:0        | 6:4 2:3 n. P.  | 2:1 3:2        | 2:0 2:3 n. V.  | 3:1 6:1        | 0:1 5:2             | 2:0 2:1        |
| Klagenfurt                                                        | 2:5 7:5        | –              | 0:3 3:4 n. V.  | 2:1 3:0        | 3:2 5:6 n. P.       | 2:4 1:2        | 3:1 3:0        | 0:1 3:6        | 3:1 0:2        | 1:0 3:2        | 3:1 4:0             | 4:1 3:4 n. V.  |
| Salzburg                                                          | 0:4 5:1        | 6:3 3:2        | –              | 1:2 2:1        | 6:3 2:3 n. V.       | 2:1 n. P. 8:3  | 5:2 4:1        | 4:2 4:5        | 3:4 1:0        | 3:5 6:2        | 8:4 2:0             | 3:1 5:2        |
| Bozen                                                             | 1:3 2:3 n. P.  | 4:5 0:2        | 2:3 4:3        | –              | 1:0 1:2             | 2:3 n. V. 4:0  | 2:4 7:3        | 4:2 3:4        | 4:1 4:2        | 3:4 2:1 n. V.  | 7:2 3:2 n. P.       | 4:1 6:3        |
| Innsbruck                                                         | 1:4 2:3        | 2:4 4:1        | 5:8 4:3        | 5:3 3:2 n. P.  | –                   | 4:3 5:2        | 7:1 9:2        | 4:0 3:2 n. P.  | 4:1 1:2        | 1:3 3:0        | 4:2 4:3 n. P.       | 3:1            |
| Graz                                                              | 3:2 0:2        | 1:4            | 3:2 3:7        | 8:7 n. P. 3:2  | 5:3 5:4 n. V.       | –              | 4:2 3:1        | 2:3 4:3        | 2:3 4:3 n. V.  | 5:2 5:3        | 5:2 7:2             | 7:5 4:3        |
| Znojmo                                                            | 3:4 1:2 n. V.  | 2:3 3:1        | 4:0 3:4 n. V.  | 3:4 n. V. 4:2  | 4:3 n. V. 6:5 n. P. | 3:0 5:4 n. V.  | –              | 3:2 n. V. 3:6  | 5:1 2:6        | 3:1 0:2        | 2:3 n. V. 1:4       | 2:3 n. V. 2:5  |
| Linz                                                              | 3:4 5:4 n. V.  | 2:3 n. V. 4:2  | 3:2 1:2        | 4:1            | 6:2 4:1             | 5:2 3:1        | 8:3 2:1        | –              | 4:3 5:2        | 5:6 2:0        | 3:2 6:3             | 8:1 4:3 n. P.  |
| Dornbirn                                                          | 2:5 3:2 n. V.  | 4:3 3:2 n. V.  | 5:3 3:8        | 4:1 2:3 n. V.  | 3:4 n. V. 4:5       | 3:4 5:6 n. V.  | 8:5 4:2        | 3:2 n. P. 2:5  | –              | 4:3 3:4        | 2:3 n. P. 3:2 n. V. | 3:4 n. V. 3:0  |
| Villach                                                           | 4:3 n. P. 4:2  | 3:4 3:4 n. P.  | 1:3 1:4        | 5:4 n. P. 1:5  | 1:2 n. V. 2:4       | 4:3 5:2        | 0:2 2:3        | 5:1 4:1        | 3:6 2:1        | –              | 1:2 n. P. 4:3       | 6:1 3:8        |
| Fehérvár                                                          | 1:9 1:5        | 1:7 0:3        | 2:1 1:2        | 1:0 4:5        | 2:4 3:2             | 3:2 4:1        | 1:2 3:2 n. P.  | 1:4 8:4        | 2:1            | 3:0 5:4        | –                   | 0:4 2:3 n. P.  |
| Zagreb                                                            | 4:1 2:6        | 5:1 3:2        | 6:3 5:4        | 7:3 1:2        | 3:1 9:3             | 5:2 3:1        | 1:0 3:4        | 4:5 n. P. 4:3  | 0:3 2:5        | 5:2 7:2        | 3:4 n. V. 2:3 n. V. | –              |
| n. V. – Sieg nach Verlängerung; n. P. – Sieg nach Penaltyschießen |                |                |                |                |                     |                |                |                |                |                |                     |                |

#### Tabelle nach der Hauptrunde
Erläuterungen: Platzierungsrunde, Qualifikationsrunde
| Rang | Team                 | Sp | S  | N  | SNV/P | NNV/P | T   | GT  | TVH | Punkte |
| ---- | -------------------- | -- | -- | -- | ----- | ----- | --- | --- | --- | ------ |
| 1    | Vienna Capitals      | 44 | 28 | 9  | 2     | 5     | 146 | 97  | +49 | 93     |
| 2    | EC Red Bull Salzburg | 44 | 25 | 15 | 3     | 1     | 158 | 116 | +42 | 82     |
| 3    | EHC Black Wings Linz | 44 | 24 | 13 | 3     | 4     | 155 | 122 | +33 | 82     |
| 4    | EC KAC               | 44 | 21 | 17 | 2     | 4     | 120 | 112 | +8  | 71     |
| 5    | HC Innsbruck         | 44 | 18 | 16 | 7     | 3     | 146 | 132 | +14 | 71     |
| 6    | KHL Medveščak Zagreb | 44 | 17 | 19 | 4     | 4     | 139 | 139 | ±0  | 63     |
| 7    | Dornbirn Bulldogs    | 44 | 15 | 18 | 5     | 6     | 127 | 133 | −6  | 61     |
| 8    | EC Graz 99ers        | 44 | 16 | 21 | 5     | 2     | 133 | 153 | −20 | 60     |
| 9    | HC Bozen             | 44 | 15 | 20 | 4     | 5     | 124 | 125 | −1  | 58     |
| 10   | Fehérvár AV19        | 44 | 12 | 22 | 6     | 4     | 100 | 145 | −45 | 52     |
| 11   | EC VSV               | 44 | 14 | 24 | 2     | 4     | 112 | 146 | −34 | 50     |
| 12   | Orli Znojmo          | 44 | 11 | 22 | 5     | 6     | 112 | 152 | −40 | 49     |

#### Verlauf Tabellenrang
Reihung nach den Rundenergebnissen auf der Ligahomepage

### Zwischenrunde

#### Platzierungsrunde

##### Kreuztabelle der Platzierungsrunde
| Heimmannschaft                                                    | Gastmannschaft | Gastmannschaft | Gastmannschaft | Gastmannschaft | Gastmannschaft | Gastmannschaft |
| Heimmannschaft                                                    | Wien           | Salzburg       | Linz           | Klagenfurt     | Innsbruck      | Zagreb         |
| ----------------------------------------------------------------- | -------------- | -------------- | -------------- | -------------- | -------------- | -------------- |
| Wien                                                              | –              | 2:4            | 5:6            | 4:1            | 5:1            | 5:0            |
| Salzburg                                                          | 1:3            | –              | 9:5            | 3:2 n. P.      | 4:1            | 4:5 n. V.      |
| Linz                                                              | 7:6 n. P.      | 3:2            | –              | 3:0            | 4:2            | 2:3            |
| Klagenfurt                                                        | 3:1            | 4:5 n. P.      | 3:2            | –              | 0:4            | 4:3            |
| Innsbruck                                                         | 4:6            | 3:6            | 4:3 n. P.      | 4:2            | –              | 3:5            |
| Zagreb                                                            | 1:2 n. P.      | 2:3            | 2:3            | 2:4            | 5:2            | –              |
| n. V. – Sieg nach Verlängerung; n. P. – Sieg nach Penaltyschießen |                |                |                |                |                |                |

##### Tabelle der Platzierungsrunde
Für die Platzierungsrunde erhalten die vier bestplatzierten Teams des Grunddurchgangs Bonuspunkte.
Die beiden ersten Mannschaften qualifizieren sich für die Champions Hockey League 2018/19.
| Rang | Team                 | Sp | S | N | SNV | NNV | T  | GT | TVH | PKT (BPKT) |
| ---- | -------------------- | -- | - | - | --- | --- | -- | -- | --- | ---------- |
| 1    | Vienna Capitals      | 10 | 5 | 3 | 1   | 1   | 39 | 28 | +11 | 24 (6)     |
| 2    | EC Red Bull Salzburg | 10 | 5 | 2 | 2   | 1   | 41 | 30 | +11 | 24 (4)     |
| 3    | EHC Black Wings Linz | 10 | 5 | 3 | 1   | 1   | 38 | 36 | +2  | 20 (2)     |
| 4    | EC KAC               | 10 | 4 | 4 | 0   | 2   | 23 | 31 | −8  | 15 (1)     |
| 5    | KHL Medveščak Zagreb | 10 | 3 | 5 | 1   | 1   | 28 | 32 | −4  | 12 (0)     |
| 6    | HC Innsbruck         | 10 | 2 | 7 | 1   | 0   | 28 | 40 | −12 | 8 (0)      |

Qualifikation für die Champions Hockey League 2018/19

#### Qualifikationsrunde

##### Kreuztabelle der Qualifikationsrunde
| Heimmannschaft                                                    | Gastmannschaft | Gastmannschaft | Gastmannschaft | Gastmannschaft | Gastmannschaft | Gastmannschaft |
| Heimmannschaft                                                    | Dornbirn       | Graz           | Bozen          | Fehérvár       | Villach        | Znojmo         |
| ----------------------------------------------------------------- | -------------- | -------------- | -------------- | -------------- | -------------- | -------------- |
| Dornbirn                                                          | –              | 5:4            | 4:1            | 4:3            | 5:1            | 5:3            |
| Graz                                                              | 3:7            | –              | 0:4            | 1:2            | 1:3            | 4:3 n. V.      |
| Bozen                                                             | 2:1 n. V.      | 7:1            | –              | 1:2            | 5:2            | 4:3 n. P.      |
| Fehérvár                                                          | 5:4 n. P.      | 3:2            | 1:3            | –              | 1:2 n. P.      | 2:3 n. P.      |
| Villach                                                           | 6:3            | 4:5 n. V.      | 1:4            | 2:4            | –              | 4:2            |
| Znojmo                                                            | 2:3 n. V.      | 4:0            | 1:0            | 1:2            | 6:0            | –              |
| n. V. – Sieg nach Verlängerung; n. P. – Sieg nach Penaltyschießen |                |                |                |                |                |                |

##### Tabelle der Qualifikationsrunde
| Rang | Team              | Sp | S | N | SNV | NNV | T  | GT | TVH | PKT (BPKT) |
| ---- | ----------------- | -- | - | - | --- | --- | -- | -- | --- | ---------- |
| 1    | Dornbirn Bulldogs | 10 | 6 | 1 | 1   | 2   | 41 | 30 | +11 | 28 (6)     |
| 2    | HC Bozen          | 10 | 5 | 3 | 2   | 0   | 31 | 16 | +15 | 21 (2)     |
| 3    | Fehérvár AV19     | 10 | 5 | 2 | 1   | 2   | 25 | 23 | +2  | 20 (1)     |
| 4    | Orli Znojmo       | 10 | 3 | 3 | 1   | 3   | 28 | 24 | +4  | 14 (0)     |
| 5    | EC VSV            | 10 | 3 | 5 | 1   | 1   | 25 | 36 | −11 | 12 (0)     |
| 6    | EC Graz 99ers     | 10 | 0 | 8 | 2   | 0   | 21 | 42 | −21 | 8 (4)      |

Qualifikation für die Play-offs; Saison beendet

### Statistiken des Grunddurchgangs

#### Topscorer
| Spieler        | Mannschaft           | Sp | T  | V  | Pkt | +/- | SM  | PPT | PPA | SHT | SHA | GW | SaT | S%    |
| -------------- | -------------------- | -- | -- | -- | --- | --- | --- | --- | --- | --- | --- | -- | --- | ----- |
| Rafael Rotter  | Vienna Capitals      | 54 | 30 | 41 | 71  | +26 | 103 | 11  | 18  | 0   | 0   | 5  | 111 | 27,03 |
| Corey Locke    | EHC Black Wings Linz | 54 | 23 | 47 | 70  | +20 | 34  | 4   | 13  | 1   | 1   | 6  | 135 | 17,04 |
| Brian Lebler   | EHC Black Wings Linz | 54 | 38 | 27 | 65  | +30 | 70  | 10  | 5   | 2   | 0   | 12 | 201 | 18,91 |
| Tyler Morley   | KHL Medvešcak Zagreb | 54 | 25 | 38 | 63  | +22 | 44  | 2   | 10  | 4   | 0   | 2  | 211 | 11,85 |
| John Hughes    | EC Red Bull Salzburg | 51 | 15 | 46 | 61  | +23 | 8   | 2   | 19  | 0   | 0   | 2  | 117 | 12,82 |
| Andrew Clark   | HC Innsbruck         | 54 | 24 | 35 | 59  | +4  | 33  | 6   | 11  | 1   | 2   | 4  | 165 | 14,55 |
| Sondre Olden   | KHL Medvešcak Zagreb | 53 | 28 | 29 | 57  | +30 | 26  | 5   | 2   | 1   | 1   | 3  | 205 | 13,66 |
| Andrew Yogan   | HC Innsbruck         | 54 | 25 | 32 | 57  | +1  | 86  | 5   | 6   | 2   | 1   | 5  | 187 | 13,37 |
| Dan DaSilva    | EHC Black Wings Linz | 50 | 22 | 33 | 55  | +14 | 56  | 4   | 11  | 1   | 0   | 2  | 164 | 13,41 |
| Fabio Hofer    | EHC Black Wings Linz | 54 | 21 | 34 | 55  | +19 | 18  | 7   | 8   | 0   | 0   | 3  | 168 | 12,50 |
| Mitch Wahl 1   | HC Innsbruck         | 45 | 16 | 38 | 53  | +0  | 115 | 4   | 13  | 0   | 0   | 2  | 131 | 12,21 |
| Taylor Vause 2 | Vienna Capitals      | 53 | 13 | 25 | 38  | +31 | 6   | 0   | 9   | 2   | 1   | 3  | 151 | 8,61  |

Legende: Sp = Spiele, T = Tore, V = Assists, Pkt = Scorerpunkte, +/- = Plusminuswert, SM = Strafminuten, PPT = Powerplaytore, PPA = Powerplayassists, SHT = Unterzahltore, SHA = Unterzahlassists, GW = Siegestore, SaT = Torschüsse, S% = Trefferquote
1 Zum Vergleich: Spieler mit den meisten Strafminuten

2 Zum Vergleich: Spieler mit dem besten Plus-Minus-Wert

#### Torhüter
| Spieler                 | Mannschaft                 | SP | MIN     | GT  | GTS  | SaT  | SGH  | SVS%  | SO | S  | N  | NNV |
| ----------------------- | -------------------------- | -- | ------- | --- | ---- | ---- | ---- | ----- | -- | -- | -- | --- |
| Jean-Philippe Lamoureux | Vienna Capitals            | 41 | 2378:49 | 83  | 2,09 | 1212 | 1129 | 93,15 | 5  | 29 | 7  | 4   |
| Mac Carruth             | Fehérvár AV19              | 40 | 2368:40 | 106 | 2,69 | 1453 | 1347 | 92,70 | 2  | 20 | 14 | 6   |
| Pekka Tuokkola          | Vienna Capitals/HC Bozen 1 | 35 | 2117:59 | 76  | 2,15 | 991  | 915  | 92,33 | 2  | 22 | 11 | 2   |
| Rasmus Rinne            | Dornbirn Bulldogs          | 33 | 1946:27 | 86  | 2,65 | 1109 | 1023 | 92,25 | 3  | 19 | 10 | 4   |
| Lukas Herzog            | EC VSV                     | 26 | 1508:08 | 75  | 2,98 | 952  | 877  | 92,12 | 1  | 11 | 11 | 3   |
| Vilim Rosandić          | KHL Medveščak Zagreb       | 16 | 846:28  | 39  | 2,76 | 466  | 427  | 91,63 | 0  | 7  | 5  | 1   |
| Michael Ouzas           | EHC Black Wings Linz       | 49 | 2871:52 | 129 | 2,70 | 1518 | 1389 | 91,50 | 3  | 31 | 11 | 5   |
| Kevin Poulin            | KHL Medveščak Zagreb 2     | 22 | 1274:20 | 64  | 3,01 | 734  | 670  | 91,28 | 2  | 10 | 10 | 2   |
| David Kickert           | EC VSV/Vienna Capitals 3   | 32 | 1837:27 | 98  | 3,20 | 1106 | 1008 | 91,14 | 0  | 10 | 18 | 2   |
| Tomáš Duba              | EC KAC                     | 30 | 1724:22 | 71  | 2,47 | 780  | 709  | 90,90 | 2  | 16 | 11 | 3   |
| Luka Gračnar            | EC Red Bull Salzburg       | 19 | 1103:47 | 50  | 2,72 | 545  | 495  | 90,83 | 1  | 9  | 8  | 1   |
| Bernhard Starkbaum      | EC Red Bull Salzburg       | 36 | 2142:04 | 95  | 2,66 | 1032 | 937  | 90,79 | 2  | 26 | 9  | 1   |
| Miklós Rajna            | Fehérvár AV19              | 17 | 888:40  | 52  | 3,51 | 558  | 506  | 90,68 | 0  | 4  | 9  | 0   |
| Thomas Höneckl          | EC Graz 99ers              | 22 | 1158:24 | 62  | 3,21 | 644  | 582  | 90,37 | 0  | 8  | 10 | 0   |
| Ronan Quemener          | Dornbirn Bulldogs 4        | 19 | 1150:03 | 64  | 3,34 | 661  | 597  | 90,32 | 0  | 7  | 9  | 3   |
| David Madlener          | EC KAC                     | 26 | 1529:43 | 67  | 2,63 | 686  | 619  | 90,23 | 4  | 11 | 10 | 3   |
| Hannu Toivonen          | EC Graz 99ers 5            | 32 | 1808:38 | 105 | 3,48 | 1066 | 961  | 90,15 | 0  | 14 | 15 | 2   |
| Marcel Melicherčík      | HC Bozen 6                 | 14 | 772:33  | 40  | 3,11 | 403  | 363  | 90,07 | 0  | 5  | 7  | 1   |
| Patrik Nechvátal        | HC Innsbruck               | 35 | 1938:15 | 101 | 3,13 | 992  | 891  | 89,82 | 1  | 17 | 12 | 2   |
| René Swette             | HC Innsbruck               | 26 | 1327:06 | 67  | 3,03 | 647  | 580  | 89,64 | 2  | 11 | 11 | 1   |
| Marek Schwarz           | Orli Znojmo                | 47 | 2622:45 | 132 | 3,02 | 1234 | 1102 | 89,30 | 5  | 17 | 19 | 6   |

Legende: SP = Spiele, MIN = Spielminuten, GT = Gegentore, GTS = Gegentorschnitt je 60 Minuten, SaT = Torschüsse, SGH = gehaltene Schüsse, SVS% = Fangquote, SO = Shutouts, S = Siege, N = Niederlagen, NNV = Niederlagen nach Verlängerung oder Penaltyschießen

## Playoffs

### Playoff-Baum
Nach den letzten Spielen der Zwischenrunde wählten die drei bestplatzierten Mannschaften der Platzierungsrunde am 4. März 2018 im Zuge einer Live-Übertragung ihre Gegner für das Viertelfinale aus, woraus sich der folgende Turnierbaum für die Playoffs ergab.
| Viertelfinale | Viertelfinale        | Viertelfinale |     |                      | Halbfinale | Halbfinale | Halbfinale |  |  | Finale | Finale | Finale |
|               |                      |               |     |                      |            |            |            |  |  |        |        |        |
| PL1           | Vienna Capitals      | 4             |     |                      |            |            |            |  |  |        |        |        |
| PL6           | HC Innsbruck         | 2             |     |                      |            |            |            |  |  |        |        |        |
| PL6           | HC Innsbruck         | 2             | PL1 | Vienna Capitals      | 1          |            |            |  |  |        |        |        |
|               |                      |               | PL1 | Vienna Capitals      | 1          |            |            |  |  |        |        |        |
|               | QU2                  | HC Bozen      | 4   |                      |            |            |            |  |  |        |        |        |
| PL4           | QU2                  | HC Bozen      | 4   | EC KAC               | 2          |            |            |  |  |        |        |        |
| PL4           |                      |               |     | EC KAC               | 2          |            |            |  |  |        |        |        |
| QU2           | HC Bozen             | 4             |     |                      |            |            |            |  |  |        |        |        |
| QU2           | HC Bozen             | 4             | PL2 | EC Red Bull Salzburg | 3          |            |            |  |  |        |        |        |
|               |                      |               |     | EC Red Bull Salzburg | 3          |            |            |  |  |        |        |        |
|               | QU2                  | HC Bozen      | 4   |                      |            |            |            |  |  |        |        |        |
| PL3           | QU2                  | HC Bozen      | 4   | EHC Linz             | 4          |            |            |  |  |        |        |        |
| PL3           |                      |               |     | EHC Linz             | 4          |            |            |  |  |        |        |        |
| PL5           | KHL Medveščak Zagreb | 2             |     |                      |            |            |            |  |  |        |        |        |
| PL5           | KHL Medveščak Zagreb | 2             | PL2 | EC Red Bull Salzburg | 4          |            |            |  |  |        |        |        |
|               |                      |               | PL2 | EC Red Bull Salzburg | 4          |            |            |  |  |        |        |        |
|               | PL3                  | EHC Linz      | 2   |                      |            |            |            |  |  |        |        |        |
| PL2           | PL3                  | EHC Linz      | 2   | EC Red Bull Salzburg | 4          |            |            |  |  |        |        |        |
| PL2           |                      |               |     | EC Red Bull Salzburg | 4          |            |            |  |  |        |        |        |
| QU1           | Dornbirn Bulldogs    | 2             |     |                      |            |            |            |  |  |        |        |        |

### Viertelfinale

#### Vienna Capitals – HC Innsbruck
Die Serie zwischen den Capitals und dem HC Innsbruck gestaltete sich nach dem klaren Auftaktsieg des noch amtierenden Meisters enger als im Vorfeld erwartet worden war. Die Capitals konnten die beiden nachfolgenden Spiele erst in der Overtime für sich entscheiden, woraufhin Innsbruck mit zwei Siegen in Folge die Serie auf 2:3 stellte. Mit verantwortlich für die enge Serie war dabei auch das Fehlen von Capitals-Topstürmer Riley Holzapfel, der sich in der zweiten Begegnung verletzte und für den Rest der Serie fehlte. Dennoch verhinderten die Capitals den Serienausgleich auf Tiroler Eis und gewannen die Serie mit 4:2, wenngleich sie zwischenzeitlich eine 2:0-Führung aus der Hand gaben und das Spiel erst in den letzten fünf Minuten entscheiden konnten.
| 9. März 2018, 19:20 Uhr Albert-Schultz-Halle 4.450 Zuschauer       | Vienna Capitals | 4:1 (3:0, 1:0, 0:1) | HC Innsbruck |
| 9. März 2018, 19:20 Uhr Albert-Schultz-Halle 4.450 Zuschauer       | 1:0 Jerry Pollastrone (02:48, Powerplay, Peter Schneider, Riley Holzapfel) 2:0 Jamie Fraser (12:53, Powerplay, Riley Holzapfel, Patrick Peter) 3:0 Andreas Nödl (16:32, Patrick Peter, Taylor Vause) 4:0 Andreas Nödl (38:12, Taylor Vause, Peter Schneider) | Strafminuten: 29 bzw. 55 Torhüter: Jean-Philippe Lamoureux (Wien, 60:00, 18 Schüsse, 1 Tor) René Swette (Innsbruck, 20:00, 16 Schüsse, 3 Tore) Patrik Nechvátal (Innsbruck, 40:00, 26 Schüsse, 1 Tor) | 4:1 Sacha Guimond (44:50, Hunter Bishop, Tyler Spurgeon) |
| 11. März 2018, 17:30 Uhr Tiroler Wasserkraft Arena 2.800 Zuschauer | HC Innsbruck | 2:3 n. V. (2:1, 0:1, 0:0, 0:1) | Vienna Capitals |
| 11. März 2018, 17:30 Uhr Tiroler Wasserkraft Arena 2.800 Zuschauer | 1:1 Tyler Spurgeon (15:15, Powerplay, Mitch Wahl, Kevin Wehrs) 2:1 Andrew Yogan (16:45, Powerplay, Jérémie Blain) | Strafminuten: 8 bzw. 12 Torhüter: Patrik Nechvátal (Innsbruck, 72:36, 24 Schüsse, 3 Tore) Jean-Philippe Lamoureux (Wien, 72:36, 37 Schüsse, 2 Tore)                                                   | 0:1 Kelsey Tessier (11:10, Brandon Buck, Emilio Romig) 2:2 Riley Holzapfel (20:40, Powerplay, Jamie Fraser, Rafael Rotter) 2:3 Rafael Rotter (72:36, Brandon Buck, Patrick Peter) |
| 13. März 2018, 19:15 Uhr Albert-Schultz-Halle 4.450 Zuschauer      | Vienna Capitals | 4:3 n. V. (1:1, 1:1, 1:1, 1:0) | HC Innsbruck |
| 13. März 2018, 19:15 Uhr Albert-Schultz-Halle 4.450 Zuschauer      | 1:0 Andreas Nödl (12:17, Tyler Cuma, Rafael Rotter) 2:2 Kyle Klubertanz (39:24, Shorthanded, Brandon Buck, Kelsey Tessier) 3:3 Ryan McKiernan (50:59) 4:3 Andreas Nödl (63:02, Taylor Vause, Rafael Rotter)                                                  | Strafminuten: 20 bzw. 6 Torhüter: Jean-Philippe Lamoureux (Wien, 63:02, 21 Schüsse, 3 Tore) Patrik Nechvátal (Innsbruck, 63:02, 36 Schüsse, 4 Tore)                                                   | 1:1 Andrew Yogan (18:03) 1:2 Andrew Clark (22:32, Sacha Guimond) 2:3 Mitch Wahl (50:08, Powerplay, John Lammers, Kevin Wehrs) |
| 16. März 2018, 19:20 Uhr Tiroler Wasserkraft Arena 2.800 Zuschauer | HC Innsbruck | 4:3 (2:1, 2:1, 0:1) | Vienna Capitals |
| 16. März 2018, 19:20 Uhr Tiroler Wasserkraft Arena 2.800 Zuschauer | 1:0 Andrew Yogan (07:31, Sacha Guimond) 2:0 Benedikt Schennach (12:14, Powerplay, Jérémie Blain) 3:1 Fabio Schramm (21:37, Mitch Wahl, Jérémie Blain) 4:2 Sacha Guimond (39:54, Powerplay, Andrew Yogan)                                                     | Strafminuten: 12 bzw. 6 Torhüter: Patrik Nechvátal (Innsbruck, 60:00, 30 Schüsse, 3 Tore) Jean-Philippe Lamoureux (Wien, 59:02, 35 Schüsse, 4 Tore)                                                   | 2:1 Brandon Buck (19:30, Patrick Peter, Jamie Fraser) 3:2 Rafael Rotter (34:33) 4:3 Kelsey Tessier (45:23, Aaron Brocklehurst, Ryan McKiernan) |
| 18. März 2018, 18:15 Uhr Albert-Schultz-Halle 4.200 Zuschauer      | Vienna Capitals | 1:2 (0:0, 0:1, 1:1) | HC Innsbruck |
| 18. März 2018, 18:15 Uhr Albert-Schultz-Halle 4.200 Zuschauer      | 1:2 Taylor Vause (56:05, Powerplay, Mario Fischer, Aaron Brocklehurst) | Strafminuten: 46 bzw. 46 Torhüter: Jean-Philippe Lamoureux (Wien, 58:19, 22 Schüsse, 2 Tore) Patrik Nechvátal (Innsbruck, 60:00, 30 Schüsse, 1 Tor)                                                   | 0:1 Fabio Schramm (38:24, Kevin Wehrs, Mitch Wahl) 0:2 Andrew Yogan (48:05, Andrew Clark) |
| 20. März 2018, 19:20 Uhr Tiroler Wasserkraft Arena 3.000 Zuschauer | HC Innsbruck | 3:5 (0:2, 2:0, 1:3) | Vienna Capitals |
| 20. März 2018, 19:20 Uhr Tiroler Wasserkraft Arena 3.000 Zuschauer | 1:2 John Lammers (20:39, Powerplay, Mitch Wahl) 2:2 Hunter Bishop (23:19, Penalty) 3:2 Andrew Yogan (42:23, Jérémie Blain, Andrew Clark) | Strafminuten: 8 bzw. 16 Torhüter: Patrik Nechvátal (Innsbruck, 59:27, 30 Schüsse, 4 Tore) Jean-Philippe Lamoureux (Wien, 60:00, 31 Schüsse, 3 Tore)                                                   | 0:1 Taylor Vause (04:19, Ryan McKiernan, Tyler Cuma) 0:2 Rafael Rotter (11:13, Powerplay, Jamie Fraser, Peter Schneider) 3:3 Kelsey Tessier (55:05, Powerplay, Ryan McKiernan, Aaron Brocklehurst) 3:4 Andreas Nödl (55:41, Kyle Klubertanz, Rafael Rotter) 3:5 Taylor Vause (58:58, Empty Net) |
| Serienendstand: Wien 4:2 Innsbruck                                 | | | |

#### EC Red Bull Salzburg – Dornbirn Bulldogs
Die Serie der Salzburger gegen Dornbirn verlief beinahe identisch zu jener der Capitals. Auch hier konnten die Salzburger eine zwischenzeitliche 3:0-Serienführung erspielen, woraufhin die Vorarlberger mit zwei Siegen in Folge auf 2:3 stellten. Insbesondere Torhüter Rasmus Rinne erwies sich als Erfolgsgarant für Dornbirn, während Salzburg taktisch schwerfällig agierte. Erst das sechste Spiel zeigte die erwartete Dominanz der Bullen; mit einem 6:2-Auswärtssieg zogen sie ins Halbfinale ein.
| 9. März 2018, 19:15 Uhr Eisarena Salzburg 3.008 Zuschauer      | EC Red Bull Salzburg | 3:2 n. V. (1:0, 1:0, 0:2, 1:0) | Dornbirn Bulldogs |
| 9. März 2018, 19:15 Uhr Eisarena Salzburg 3.008 Zuschauer      | 1:0 Raphael Herburger (05:33, Bobby Raymond, Martin Štajnoch) 2:0 Thomas Raffl (30:00, Powerplay, Peter Mueller, Rob Schremp) 3:2 Raphael Herburger (60:23, Bobby Raymond, Ryan Duncan) | Strafminuten: 8 bzw. 6 Torhüter: Bernhard Starkbaum (Salzburg, 60:23, 34 Schüsse, 2 Tor) Rasmus Rinne (Dornbirn, 60:23, 37 Schüsse, 3 Tore)                                                    | 2:1 Martin Grabher-Meier (48:00, Jamie Arniel, Chris D’Alvise) 2:2 Chris D’Alvise (58:36, Brodie Reid, Scott Timmins) |
| 11. März 2018, 17:30 Uhr Messestadion Dornbirn 3.918 Zuschauer | Dornbirn Bulldogs | 0:2 (0:0, 0:1, 0:1) | EC Red Bull Salzburg |
| 11. März 2018, 17:30 Uhr Messestadion Dornbirn 3.918 Zuschauer | keine Tore | Strafminuten: 10 bzw. 8 Torhüter: Rasmus Rinne (Dornbirn, 57:01, 26 Schüsse, 2 Tore) Bernhard Starkbaum (Salzburg, 60:00, 26 Schüsse, 0 Tore)                                                  | 0:1 John Hughes (28:43, Matt Generous, Ryan Duncan) 0:2 Matt Generous (55:55, Bobby Raymond, Michael Schiechl) |
| 13. März 2018, 19:20 Uhr Eisarena Salzburg 2.521 Zuschauer     | EC Red Bull Salzburg | 5:4 (1:2, 3:0, 1:2) | Dornbirn Bulldogs |
| 13. März 2018, 19:20 Uhr Eisarena Salzburg 2.521 Zuschauer     | 1:0 Brant Harris (13:41, Powerplay, Dominique Heinrich, Rob Schremp) 2:2 Dominique Heinrich (36:30, Powerplay, Ryan Duncan, John Hughes) 3:2 Thomas Raffl (37:11, Mario Huber, Alexander Pallestrang) 4:2 Ryan Duncan (39:22, Powerplay, John Hughes, Dominique Heinrich) 5:4 Ryan Duncan (49:08, John Hughes, Raphael Herburger) | Strafminuten: 4 bzw. 8 Torhüter: Bernhard Starkbaum (Salzburg, 60:00, 34 Schüsse, 4 Tore) Rasmus Rinne (Dornbirn, 59:08, 49 Schüsse, 5 Tore)                                                   | 1:1 Žiga Pance (14:05, Michael Caruso, Jamie Arniel) 1:2 Stefan Häußle (14:17, Henrik Neubauer, Sean McMonagle) 4:3 Jamie Arniel (41:36, Olivier Magnan, Jérôme Leduc) 4:4 Thomas Vallant (41:51, Žiga Pance, Sean McMonagle) |
| 16. März 2018, 19:15 Uhr Messestadion Dornbirn 3.454 Zuschauer | Dornbirn Bulldogs | 3:2 (0:0, 3:0, 0:2) | EC Red Bull Salzburg |
| 16. März 2018, 19:15 Uhr Messestadion Dornbirn 3.454 Zuschauer | 1:0 Dustin Sylvester (27:03, Matt Fraser) 2:0 Kevin Macierzynski (31:20, Jérôme Leduc, Sean McMonagle) 3:0 Jérôme Leduc (36:04, Kevin Macierzynski, Žiga Pance) | Strafminuten: 8 bzw. 8 Torhüter: Rasmus Rinne (Dornbirn, 60:00, 33 Schüsse, 2 Tore) Bernhard Starkbaum (Salzburg, 40:00, 21 Schüsse, 3 Tore) Luka Gračnar (Salzburg, 18:55, 3 Schüsse, 3 Tore) | 3:1 Alexander Cijan (46:04, Shorthanded, Matt Generous) 3:2 Peter Hochkofler (52:11, Alexander Cijan, Michael Schiechl) |
| 13. März 2018, 19:20 Uhr Eisarena Salzburg 2.580 Zuschauer     | EC Red Bull Salzburg | 2:3 n. V. (1:0, 1:1, 0:1, 0:1) | Dornbirn Bulldogs |
| 13. März 2018, 19:20 Uhr Eisarena Salzburg 2.580 Zuschauer     | 1:0 Matthias Trattnig (05:06, John Hughes) 2:0 Peter Mueller (25:26, Rob Schremp) | Strafminuten: 4 bzw. 6 Torhüter: Bernhard Starkbaum (Salzburg, 72:18, 43 Schüsse, 3 Tore) Rasmus Rinne (Dornbirn, 72:18, 68 Schüsse, 2 Tore)                                                   | 2:1 Scott Timmins (29:58, Michael Caruso) 2:2 Matt Fraser (44:47, Jérôme Leduc, Martin Grabher-Meier) 2:3 Chris D’Alvise (72:18, Powerplay, Žiga Pance, Jamie Arniel) |
| 20. März 2018, 19:15 Uhr Messestadion Dornbirn 4.270 Zuschauer | Dornbirn Bulldogs | 2:6 (1:2, 0:1, 1:3) | EC Red Bull Salzburg |
| 20. März 2018, 19:15 Uhr Messestadion Dornbirn 4.270 Zuschauer | 1:1 Jamie Arniel (05:50, Kevin Macierzynski, Žiga Pance) 2:5 Jamie Arniel (48:19, Jérome Leduc, Kevin Macierzynski) | Strafminuten: 14 bzw. 2 Torhüter: Rasmus Rinne (Dornbirn, 57:20, 36 Schüsse, 5 Tore) Bernhard Starkbaum (Salzburg, 60:00, 22 Schüsse, 2 Tore)                                                  | 0:1 Julien Brouillette (01:19, Peter Mueller, Brant Harris) 1:2 Alexander Cijan (13:01, Michael Schiechl, Peter Hochkofler) 1:3 Matthias Trattnig (29:06, Penalty) 1:4 Rob Schremp (43:51, Layne Viveiros, Alexander Pallestrang) 1:5 Matthias Trattnig (45:44, John Hughes, Ryan Duncan) 2:6 Ryan Duncan (58:55, Empty Net, Brant Harris) |
| Serienendstand: Salzburg 4:2 Dornbirn                          | | | |

#### EHC Black Wings Linz – KHL Medveščak Zagreb
Im Vorfeld war von einem klaren Seriensieg der Linzer ausgegangen worden; Zagreb überraschte jedoch und konnte die beiden Auftaktspiele – das zweite mit einem deutlichen Ergebnis von 6:2 – für sich entscheiden. Erst in der Folgezeit fanden die Oberösterreicher in die Serie und gewannen deutlich mit 8:2 und 8:4, wobei die Kroaten jeweils Torhüter Kevin Carr gegen den in dieser Saison sehr erfolgreichen Backup Vilim Rosandić auswechselten. Die beiden letzten Begegnungen verliefen wieder enger, jedoch ließen die Linzer keinen weiteren Sieg von Medveščak mehr zu und zogen so ins Halbfinale ein.
| 9. März 2018, 19:15 Uhr Keine Sorgen EisArena 4.865 Zuschauer  | EHC Black Wings Linz | 3:4 n. V. (2:0, 1:2, 0:1, 0:1) | KHL Medveščak Zagreb |
| 9. März 2018, 19:15 Uhr Keine Sorgen EisArena 4.865 Zuschauer  | 1:0 Joel Broda (07:51, Andreas Kristler) 2:0 Brian Lebler (13:00, Fabio Hofer, Marc-André Dorion) 3:1 Joel Broda (28:09, Dan DaSilva, Jonathan D’Aversa) | Strafminuten: 12 bzw. 10 Torhüter: Michael Ouzas (Linz, 64:55, 31 Schüsse, 4 Tore) Kevin Carr (Zagreb, 64:55, 42 Schüsse, 3 Tore)                                                                                                 | 2:1 Mikko Lehtonen (23:21, Mike Aviani) 3:2 Garrett Noonan (34:30, Tyler Morley, Sondre Olden) 3:3 Tomáš Kudělka (40:40, Tyler Morley) 3:4 Mikko Lehtonen (64:55, Drew Schiestel, Tyler Morley)                                                                                       |
| 11. März 2018, 17:30 Uhr Dom sportova 5.342 Zuschauer          | KHL Medveščak Zagreb | 6:2 (0:0, 3:2, 3:0) | EHC Black Wings Linz |
| 11. März 2018, 17:30 Uhr Dom sportova 5.342 Zuschauer          | 1:0 Tyler Morley (26:54, Powerplay, Sondre Olden) 2:0 Marko Pöyhönen (27:52, Anton Ranov, Ivan Puzić) 3:0 Anton Ranov (30:08, Mike Aviani, Marko Pöyhönen) 4:2 Sondre Olden (40:41, Tomáš Kudělka, Jozef Balej) 5:2 Nik Simsic (45:14, Harri Tikkanen, David Brine) 6:2 Tyler Morley (46:02, Sondre Olden) | Strafminuten: 10 bzw. 18 Torhüter: Kevin Carr (Zagreb, 60:00, 38 Schüsse, 2 Tore) Michael Ouzas (Linz, 60:00, 43 Schüsse, 6 Tore)                                                                                                 | 3:1 Sébastien Piché (32:40, Powerplay, Marc-André Dorion) 3:2 Fabio Hofer (33:37, Powerplay, Brian Lebler, Corey Locke) |
| 13. März 2018, 19:15 Uhr Keine Sorgen EisArena 4.865 Zuschauer | EHC Black Wings Linz | 8:2 (3:1, 5:0, 0:1) | KHL Medveščak Zagreb |
| 13. März 2018, 19:15 Uhr Keine Sorgen EisArena 4.865 Zuschauer | 1:0 Dan DaSilva (01:10, Mario Altmann, Rick Schofield) 2:0 Mario Altmann (05:56, Fabio Hofer, Joel Broda) 3:0 Brian Lebler (16:14, Marc-André Dorion) 4:1 Mario Altmann (25:07, Rick Schofield) 5:1 Andreas Kristler (27:51, Erik Kirchschläger, Rick Schofield) 6:1 Brian Lebler (32:05, Shorthanded) 7:1 Rick Schofield (32:55, Brian Lebler, Dan DaSilva) 8:1 Joel Broda (33:29, Powerplay, Marc-André Dorion, Sébastien Piché)                     | Strafminuten: 12 bzw. 14 Torhüter: Michael Ouzas (Linz, 60:00, 24 Schüsse, 2 Tore) Kevin Carr (Zagreb, 16:23, 13 Schüsse, 3 Tore) Vilim Rosandić (Zagreb, 53:37, 31 Schüsse, 5 Tore)                                              | 3:1 Tyler Morley (19:41, Tomáš Kudělka, Sondre Olden) 8:2 Tero Koskiranta (53:32, Mikko Lehtonen, Nik Simsic) |
| 16. März 2018, 19:15 Uhr Keine Sorgen EisArena 4.865 Zuschauer | EHC Black Wings Linz | 8:4 (3:2, 1:0, 4:2) | KHL Medveščak Zagreb |
| 16. März 2018, 19:15 Uhr Keine Sorgen EisArena 4.865 Zuschauer | 1:0 Fabio Hofer (01:22, Corey Locke, Jonathan D’Aversa) 2:0 Joel Broda (02:52, Powerplay, Marc-André Dorion, Sébastien Piché) 3:2 Dan DaSilva (12:17, Brian Lebler, Shane O’Brien) 4:2 Rick Schofield (31:29, Dan DaSilva, Shane O’Brien) 5:2 Fabio Hofer (45:21) 6:2 Stefan Gaffal (47:26, Marc-André Dorion) 7:2 Jonathan D’Aversa (48:35, Powerplay, Corey Locke, Dan DaSilva) 8:2 Brian Lebler (51:49, Powerplay, Erik Kirchschläger, Dan DaSilva) | Strafminuten: 8 bzw. 12 Torhüter: Michael Ouzas (Linz, 51:49, 33 Schüsse, 2 Tore) Florian Janny (Linz, 08:11, 6 Schüsse, 2 Tore) Kevin Carr (Zagreb, 48:35, 32 Schüsse, 7 Tore) Vilim Rosandić (Zagreb, 11:25, 10 Schüsse, 1 Tor) | 2:1 Sondre Olden (10:13, Tomáš Netík, Kevin Carr) 2:2 Mike Aviani (11:05, Jozef Balej) 8:3 Tomáš Netík (56:02, Tyler Morley) 8:4 Harri Tikkanen (58:47, Ivan Janković) |
| 19. März 2018, 19:15 Uhr Dom sportova 5.234 Zuschauer          | KHL Medveščak Zagreb | 3:4 n. V. (0:3, 2:0, 1:0, 0:1) | EHC Black Wings Linz |
| 19. März 2018, 19:15 Uhr Dom sportova 5.234 Zuschauer          | 1:3 Tero Koskiranta (37:11, Marko Pöyhönen, Garrett Noonan) 2:3 Harri Tikkanen (39:24, Drew Schiestel, Tero Koskiranta) 3:3 Drew Schiestel (58:53, Sondre Olden, Tyler Morley) | Strafminuten: 20 bzw. 14 Torhüter: Kevin Carr (Zagreb, 65:25, 41 Schüsse, 4 Tore) Michael Ouzas (Linz, 65:25, 36 Schüsse, 3 Tore)                                                                                                 | 0:1 Jonathan D’Aversa (07:53, Corey Locke, Brian Lebler) 0:2 Dan DaSilva (08:07, Fabio Hofer, Mario Altmann) 0:3 Brian Lebler (19:59, Powerplay) 3:4 Fabio Hofer (65:25, Jonathan D’Aversa, Corey Locke)                                                                              |
| 20. März 2018, 19:15 Uhr Dom sportova 5.112 Zuschauer          | KHL Medveščak Zagreb | 4:5 (0:1, 3:1, 1:3) | EHC Black Wings Linz |
| 20. März 2018, 19:15 Uhr Dom sportova 5.112 Zuschauer          | 1:1 Tyler Morley (27:03, Ivan Puzić) 2:2 Tyler Morley (33:48, Tomáš Netík) 3:2 Sondre Olden (35:08, Powerplay, Michael Boivin, Garrett Noonan) 4:5 Tyler Morley (55:09, Powerplay, Garrett Noonan) | Strafminuten: 22 bzw. 20 Torhüter: Kevin Carr (Zagreb, 51:20, 31 Schüsse, 5 Tore) Vilim Rosandić (Zagreb, 07:35, 1 Schuss, 0 Tore) Michael Ouzas (Linz, 60:00, 34 Schüsse, 4 Tore)                                                | 0:1 Fabio Hofer (15:26, Powerplay, Dan DaSilva, Corey Locke) 1:2 Shane O’Brien (32:18, Dan DaSilva, Rick Schofield) 3:3 Brian Lebler (40:54, Corey Locke, Fabio Hofer) 3:4 Brian Lebler (43:44, Rick Schofield, Shane O’Brien) 3:5 Rick Schofield (49:11, Dan DaSilva, Shane O’Brien) |
| Serienendstand: Linz 4:2 Zagreb                                | | | |

#### EC KAC – HC Bozen
Die Serie des EC KAC gegen den HC Bozen war im Vorfeld als offen mit leichten Vorteilen für den KAC beurteilt worden, da die Klagenfurter über die Saison hinweg nicht überzeugt hatten, und Bozen sich aus dem Tabellenkeller heraus erst im letzten Spiel für die Playoffs qualifiziert hatte. Den Boznern gelang auswärts ein Auftaktsieg, der KAC holte sich das Heimrecht jedoch mit zwei Folgesiegen wieder zurück. Danach verlief die Serie äußerst ausgeglichen – drei der sechs Spiele gingen in die Overtime –, wobei Bozen sich als taktisch äußerst diszipliniert erwies. Letzten Endes brachte Spiel sechs mit einem Heimsieg von Bozen die Entscheidung.
| 9. März 2018, 19:15 Uhr Stadthalle Klagenfurt 3.874 Zuschauer  | EC KAC | 1:3 (0:1, 1:1, 0:1) | HC Bozen |
| 9. März 2018, 19:15 Uhr Stadthalle Klagenfurt 3.874 Zuschauer  | 1:2 Andrew Kozek (37:30, Nick St. Pierre, Marco Brucker) | Strafminuten: 4 bzw. 12 Torhüter: Tomáš Duba (Klagenfurt, 58:06, 20 Schüsse, 3 Tore) Pekka Tuokkola (Bozen, 60:00, 26 Schüsse, 1 Tor)       | 0:1 Domenic Monardo (14:37, Alexander Egger, Pekka Tuokkola) 0:2 Austin Smith (26:34, Angelo Miceli) 1:3 Mike Angelidis (46:14, Angelo Miceli, Austin Smith)                  |
| 11. März 2018, 17:20 Uhr Eiswelle 4.800 Zuschauer              | HC Bozen | 2:3 (1:1, 0:2, 1:0) | EC KAC |
| 11. März 2018, 17:20 Uhr Eiswelle 4.800 Zuschauer              | 1:1 Anton Bernard (18:37, Luca Frigo) 2:3 Mike Angelidis (58:39, Angelo Miceli, Mike Halmo)                                                                        | Strafminuten: 4 bzw. 22 Torhüter: Pekka Tuokkola (Bozen, 57:18, 25 Schüsse, 3 Tore) David Madlener (Klagenfurt, 60:00, 40 Schüsse, 2 Tore)  | 0:1 Manuel Ganahl (16:00, Jamie Lundmark, Julian Talbot) 1:2 Thomas Hundertpfund (29:08, Andrew Kozek, Kevin Kapstad) 1:3 David Fischer (35:06, Kevin Kapstad, Julian Talbot) |
| 13. März 2018, 19:15 Uhr Stadthalle Klagenfurt 2.521 Zuschauer | EC KAC | 2:1 n. V. (0:0, 0:0, 1:1, 1:0) | HC Bozen |
| 13. März 2018, 19:15 Uhr Stadthalle Klagenfurt 2.521 Zuschauer | 1:0 Jon Rheault (59:43, Powerplay, Stefan Geier, Johannes Bischofberger) 2:1 Manuel Ganahl (67:54, Thomas Hundertpfund, Martin Schumnig)                           | Strafminuten: 10 bzw. 20 Torhüter: David Madlener (Klagenfurt, 67:54, 25 Schüsse, 1 Tor) Pekka Tuokkola (Bozen, 67:32, 36 Schüsse, 2 Tore)  | 1:1 Alex Petan (59:59, Shorthanded, Alexander Egger, Austin Smith) |
| 16. März 2018, 19:45 Uhr Eiswelle 4.570 Zuschauer              | HC Bozen | 3:2 n. V. (0:0, 1:0, 1:2, 1:0) | EC KAC |
| 16. März 2018, 19:45 Uhr Eiswelle 4.570 Zuschauer              | 1:0 Austin Smith (35:12, Mat Clark, Chris Carlisle) 2:1 Robin Gartner (54:35, Mike Angelidis, Austin Smith) 3:2 Travis Oleksuk (64:06, Mike Halmo, Pekka Tuokkola) | Strafminuten: 10 bzw. 8 Torhüter: Pekka Tuokkola (Bozen, 64:06, 39 Schüsse, 2 Tore) David Madlener (Klagenfurt, 63:12, 23 Schüsse, 3 Tore)  | 1:1 Andrew Kozek (41:08, Manuel Ganahl, Thomas Hundertpfund) 2:2 Manuel Ganahl (59:29, David Fischer, Thomas Koch)                                                            |
| 18. März 2018, 18:00 Uhr Stadthalle Klagenfurt 4.202 Zuschauer | EC KAC | 2:3 n. V. (0:0, 1:1, 1:1, 0:1) | HCB Südtirol |
| 18. März 2018, 18:00 Uhr Stadthalle Klagenfurt 4.202 Zuschauer | 1:1 Thomas Hundertpfund (25:15, Manuel Ganahl, Steven Strong) 2:2 Johannes Bischofberger (56:12, Powerplay, Stefan Geier, Martin Schumnig)                         | Strafminuten: 10 bzw. 10 Torhüter: David Madlener (Klagenfurt, 63:04, 34 Schüsse, 3 Tore) Pekka Tuokkola (Bozen, 63:04, 28 Schüsse, 2 Tore) | 0:1 Alex Petan (20:47, Matias Sointu, Travis Oleksuk) 1:2 Angelo Miceli (46:45, Matt Tomassoni) 2:3 Domenic Monardo (63:04)                                                   |
| 20. März 2018, 19:15 Uhr Eiswelle 6.010 Zuschauer              | HCB Südtirol | 2:0 (1:0, 0:0, 1:0) | EC KAC |
| 20. März 2018, 19:15 Uhr Eiswelle 6.010 Zuschauer              | 1:0 Mike Angelidis (12:54, Powerplay, Matt Tomassoni, Robin Gartner) 2:0 Chris DeSousa (51:40, Stefano Marchetti, Alexander Egger)                                 | Strafminuten: 2 bzw. 6 Torhüter: Pekka Tuokkola (Bozen, 60:00, 29 Schüsse, 0 Tore) David Madlener (Klagenfurt, 57:46, 23 Schüsse, 2 Tore)   | keine Tore |
| Serienendstand: Klagenfurt 2:4 Bozen                           | | | |

### Halbfinale

#### Vienna Capitals – HC Bozen
Nachdem Bozen das Viertelfinale gegen den EC KAC gewonnen hatte, gingen die Prognosen für die Serie gegen die Capitals auseinander, wenngleich im Allgemeinen ein Sieg der Wiener erwartet worden war. Mit einem deutlichen 4:0 im ersten Spiel wurde dieser Eindruck zunächst bestätigt. Bozen erwies sich jedoch abermals als diszipliniert und konnte dank einer geschlossenen Mannschaftsleistung die Serie drehen. Im dritten Spiel gelang ihnen der Ausgleich erst in den letzten Sekunden, worauf ein Overtime-Sieg folgte. Die Capitals verloren im selben Spiel mit Topscorer Rafael Rotter einen weiteren wichtigen Spieler. Das vierte Spiel zeigte die Effizienz der Italiener schließlich deutlich: mit drei erzielten Powerplaytoren gewannen sie die Begegnung mit 5:2, obwohl das Torschussverhältnis 19:51 zugunsten der Wiener lautete. Das fünfte Spiel brachte dank der Bozner Defensive rund um Torwart Pekka Tuokkola mit einem knappen 2:1-Sieg die Entscheidung in der Serie.
| 25. März 2018, 17:30 Uhr Erste Bank Arena 5.550 Zuschauer | Vienna Capitals | 4:0 (1:0, 2:0, 1:0) | HC Bozen |
| 25. März 2018, 17:30 Uhr Erste Bank Arena 5.550 Zuschauer | 1:0 Andreas Nödl (19:43, Aaron Brocklehurst, Taylor Vause) 2:0 Jerry Pollastrone (23:02, Powerplay, Peter Schneider, Jamie Fraser) 3:0 Peter Schneider (35:15, Ryan McKiernan) 4:0 Mario Fischer (50:42, Peter Schneider, Ryan McKiernan)                                                                                  | Strafminuten: 16 bzw. 16 Torhüter: Jean-Philippe Lamoureux (Wien, 60:00, 28 Schüsse, 0 Tor) Pekka Tuokkola (Bozen, 60:00, 21 Schüsse, 4 Tore)                                                | keine Tore |
| 27. März 2018, 19:45 Uhr Eiswelle 5.100 Zuschauer         | HC Bozen | 4:1 (0:0, 3:0, 1:1) | Vienna Capitals |
| 27. März 2018, 19:45 Uhr Eiswelle 5.100 Zuschauer         | 1:0 Alex Petan (21:27, Robin Gartner, Matias Sointu) 2:0 Austin Smith (22:54, Pekka Tuokkola, Mat Clark) 3:0 Angelo Miceli (36:16, Powerplay, Alexander Egger, Mike Angelidis) 4:0 Anton Bernard (50:06, Matt Tomassoni, Robin Gartner)                                                                                    | Strafminuten: 12 bzw. 10 Torhüter: Pekka Tuokkola (Bozen, 60:00, 19 Schüsse, 1 Tor) Jean-Philippe Lamoureux (Wien, 40:00, 21 Schüsse, 3 Tore) David Kickert (Wien, 20:00, 11 Schüsse, 1 Tor) | 4:1 Ryan McKiernan (53:28, Powerplay, Aaron Brocklehurst) |
| 29. März 2018, 20:20 Uhr Erste Bank Arena 5.550 Zuschauer | Vienna Capitals | 2:3 n. V. (1:0, 0:0, 1:2, 0:1) | HC Bozen |
| 29. März 2018, 20:20 Uhr Erste Bank Arena 5.550 Zuschauer | 1:0 Jamie Fraser (18:18, Ali Wukovits, Peter Schneider) 2:1 Kelsey Tessier (51:13, Peter Schneider, Kyle Klubertanz) | Strafminuten: 14 bzw. 16 Torhüter: Jean-Philippe Lamoureux (Wien, 64:46, 22 Schüsse, 3 Tore) Pekka Tuokkola (Bozen, 58:47, 25 Schüsse, 2 Tore)                                               | 1:1 Alex Petan (42:26, Chris DeSousa, Matias Sointu) 2:2 Alex Petan (59:34, Mike Halmo, Mike Angelidis) 2:3 Angelo Miceli (64:46, Austin Smith, Mike Angelidis) |
| 31. März 2018, 18:00 Uhr Eiswelle 7.200 Zuschauer         | HC Bozen | 5:2 (2:0, 2:2, 1:0) | Vienna Capitals |
| 31. März 2018, 18:00 Uhr Eiswelle 7.200 Zuschauer         | 1:0 Matt Tomassoni (12:09, Powerplay, Robin Gartner, Matias Sointu) 2:0 Matias Sointu (19:27, Powerplay, Matt Tomassoni, Robin Gartner) 3:0 Mike Angelidis (20:17, Powerplay, Matt Tomassoni, Robin Gartner) 4:2 Chris Carlisle (39:35, Chris DeSousa, Matias Sointu) 5:2 Anton Bernard (59:42, Empty Net, Chris Carlisle) | Strafminuten: 4 bzw. 10 Torhüter: Pekka Tuokkola (Bozen, 60:00, 51 Schüsse, 2 Tore) Jean-Philippe Lamoureux (Wien, 57:45, 18 Schüsse, 4 Tore)                                                | 3:1 Kelsey Tessier (29:44, Jamie Fraser, Brandon Buck) 3:2 Jerry Pollastrone (32:58, Peter Schneider, Ryan McKiernan)                                           |
| 2. April 2018, 17:30 Uhr Erste Bank Arena 5.150 Zuschauer | Vienna Capitals | 1:2 (1:0, 0:2, 0:0) | HC Bozen |
| 2. April 2018, 17:30 Uhr Erste Bank Arena 5.150 Zuschauer | 1:0 Brandon Buck (16:01, Ryan McKiernan, Andreas Nödl) | Strafminuten: 4 bzw. 8 Torhüter: Jean-Philippe Lamoureux (Wien, 58:49, 14 Schüsse, 2 Tore) Pekka Tuokkola (Bozen, 60:00, 39 Schüsse, 1 Tor)                                                  | 1:1 Domenic Monardo (22:06, Powerplay, Matt Tomassoni, Alexander Egger) 1:2 Luca Frigo (33:42, Anton Bernard, Mat Clark)                                        |
| Serienendstand: Wien 1:4 Bozen                            | | | |

#### EC Red Bull Salzburg – EHC Black Wings Linz
Die Serie zwischen Salzburg und Linz verlief mit einer Serie von Heimsiegen ausgeglichener. Erst das sechste Spiel wurde von Salzburg auswärts gewonnen und damit die Serie mit 4:2 entschieden. Während Linz mit guter Chancenverwertung und einem im Gegensatz zu den Vorjahren in den Playoffs sicher wirkenden Michael Ouzas im Tor überzeugte, blieben bei Salzburg insbesondere individuelle Spielzüge durch John Hughes oder Rob Schremp auffällig. Da in der zweiten Serie die Capitals den Boznern unterlagen, stand Salzburg auch frühzeitig als Österreichischer Meister fest.
| 25. März 2018, 17:20 Uhr Eisarena Salzburg 3.400 Zuschauer     | EC Red Bull Salzburg | 3:2 (0:1, 2:1, 1:0) | EHC Black Wings Linz |
| 25. März 2018, 17:20 Uhr Eisarena Salzburg 3.400 Zuschauer     | 1:1 Ryan Duncan (22:38, Powerplay, John Hughes, Dominique Heinrich) 2:3 Martin Štajnoch (33:57, Raphael Herburger, Alexander Rauchenwald) 3:2 Brant Harris (41:07, Rob Schremp, Peter Mueller) | Strafminuten: 6 bzw. 8 Torhüter: Bernhard Starkbaum (Salzburg, 60:00, 30 Schüsse, 2 Tore) Michael Ouzas (Linz, 58:27, 25 Schüsse, 3 Tore)   | 0:1 Dan DaSilva (14:54) 1:2 Patrick Spannring (25:15, Andreas Kristler) |
| 27. März 2018, 20:20 Uhr Keine Sorgen EisArena 4.865 Zuschauer | EHC Black Wings Linz | 3:1 (2:0, 1:0, 0:1) | EC Red Bull Salzburg |
| 27. März 2018, 20:20 Uhr Keine Sorgen EisArena 4.865 Zuschauer | 1:0 Brian Lebler (07:45, Corey Locke, Fabio Hofer) 2:0 Sebastién Piche (14:10, Powerplay, Marc-André Dorion, Joel Broda) 3:0 Patrick Spannring (36:43, Andreas Kristler) | Strafminuten: 14 bzw. 8 Torhüter: Michael Ouzas (Linz, 60:00, 32 Schüsse, 1 Tor) Bernhard Starkbaum (Salzburg, 56:50, 31 Schüsse, 3 Tore)   | 3:1 John Hughes (50:35, Powerplay, Matthias Trattnig, Dominique Heinrich) |
| 29. März 2018, 19:15 Uhr Eisarena Salzburg 3.400 Zuschauer     | EC Red Bull Salzburg | 4:2 (2:0, 2:2, 0:0) | EHC Black Wings Linz |
| 29. März 2018, 19:15 Uhr Eisarena Salzburg 3.400 Zuschauer     | 1:0 Thomas Raffl (03:07, Powerplay, Brant Harris, Peter Mueller) 2:0 Alexander Pallestrang (15:18, Michael Schiechl, Alexander Cijan) 3:1 Rob Schremp (28:19, Thomas Raffl) 4:2 John Hughes (34:24, Ryan Duncan, Peter Mueller)                                                                                             | Strafminuten: 4 bzw. 8 Torhüter: Bernhard Starkbaum (Salzburg, 60:00, 25 Schüsse, 2 Tore) Michael Ouzas (Linz, 58:16, 36 Schüsse, 4 Tore)   | 2:1 Philipp Lukas (26:52, Andreas Kristler, Patrick Spannring) 3:2 Dan DaSilva (32:35, Powerplay, Jonathan D’Aversa, Corey Locke)                                                                                |
| 31. März 2018, 17:20 Uhr Keine Sorgen EisArena 4.865 Zuschauer | EHC Black Wings Linz | 5:2 (3:1, 0:0, 2:1) | EC Red Bull Salzburg |
| 31. März 2018, 17:20 Uhr Keine Sorgen EisArena 4.865 Zuschauer | 1:1 Rick Schofield (09:11, Powerplay, Joel Broda, Sébastien Piche) 2:1 Shane O’Brien (12:20, Fabio Hofer, Marc-André Dorion) 3:1 Dan DaSilva (13:37, Rick Schofield, Marc-André Dorion) 4:1 Andreas Kristler (49:01, Powerplay, Sébastien Piché, Joel Broda) 5:2 Dan DaSilva (59:36, Empty Net, Corey Locke, Mario Altmann) | Strafminuten: 6 bzw. 12 Torhüter: Michael Ouzas (Linz, 60:00, 30 Schüsse, 2 Tore) Bernhard Starkbaum (Salzburg, 57:11, 32 Schüsse, 4 Tore)  | 0:1 Michael Schiechl (05:49, Peter Hochkofler, Alexander Pallestrang) 4:2 Julien Brouillette (49:23, Ryan Duncan, John Hughes)                                                                                   |
| 2. April 2018, 17:20 Uhr Eisarena Salzburg 3.400 Zuschauer     | EC Red Bull Salzburg | 4:3 n. V. (1:1, 2:2, 0:0, 1:0) | EHC Black Wings Linz |
| 2. April 2018, 17:20 Uhr Eisarena Salzburg 3.400 Zuschauer     | 1:1 Brant Harris (15:15, Peter Mueller) 2:2 Ryan Duncan (25:41, Powerplay, John Hughes, Thomas Raffl) 3:2 John Hughes (29:58, Alexander Rauchenwald, Dominique Heinrich) 4:3 Rob Schremp (76:53, Powerplay, Julien Brouillette, Peter Mueller)                                                                              | Strafminuten: 8 bzw. 8 Torhüter: Bernhard Starkbaum (Salzburg, 76:53, 25 Schüsse, 3 Tore) Michael Ouzas (Linz, 76:53, 40 Schüsse, 4 Tore)   | 0:1 Fabio Hofer (07:10, Jonathan D’Aversa, Brian Lebler) 1:2 Jonathan D’Aversa (24:57, Shorthanded, Rick Schofield) 3:3 Dan DaSilva (34:02, Powerplay, Brian Lebler, Corey Locke)                                |
| 4. April 2018, 20:20 Uhr Keine Sorgen EisArena 4.865 Zuschauer | EHC Black Wings Linz | 2:4 (1:0, 0:1, 1:3) | EC Red Bull Salzburg |
| 4. April 2018, 20:20 Uhr Keine Sorgen EisArena 4.865 Zuschauer | 1:0 Corey Locke (12:10, Powerplay, Brian Lebler, Jonathan D’Aversa) 2:3 Sébastien Piché (53:31, Marc-André Dorion, Joel Broda) | Strafminuten: 10 bzw. 30 Torhüter: Michael Ouzas (Linz, 58:12, 33 Schüsse, 3 Tore) Bernhard Starkbaum (Salzburg, 60:00, 33 Schüsse, 2 Tore) | 1:1 Ryan Duncan (27:25, John Hughes, Dominique Heinrich) 1:2 Mario Huber (45:55) 1:3 Dominique Heinrich (53:04, Powerplay, John Hughes, Ryan Duncan) 2:4 Alexander Rauchenwald (59:49, Empty Net, Peter Mueller) |
| Serienendstand: Salzburg 4:2 Linz                              | | | |

### Finale
Die Finalserie der Salzburger gegen Bozen stellte eine Neuauflage des Finales aus der Saison 2013/14 dar. Bozen konnte die in den vorangegangenen Serien gezeigten Tugenden erneut abrufen und erwies sich als taktisch diszipliniert und defensiv sicher. Insbesondere die konsequent gespielte Neutral Zone Trap ließ der um individuelle Ausnahmespieler gebauten Offensive der Salzburger nur wenige Möglichkeiten, kontrolliert ins Angriffsdrittel zu kommen und führte umgekehrt zu zahlreichen Kontern und Torchancen der Bozner. So verlief die Serie entsprechend eng, wenngleich Bozen in der sechsten Begegnung mit einem deutlichen 6:3-Sieg das Entscheidungsspiel erzwingen konnte. Im siebten Spiel zog Bozen zwischenzeitlich bis auf 3:0 davon, während Salzburg nicht ins Spiel fand. Das erste Tor gelang erst fünf Minuten vor Spielende. Bernhard Starkbaum verließ anschließend früh das Tor der Salzburger; mit sechs Feldspielern gelang eineinhalb Minuten vor Schluss der Anschlusstreffer, aber Bozen konnte den Vorsprung über die Zeit retten und so seinen zweiten Ligatitel gewinnen.
| 8. April 2018, 14:00 Uhr Eisarena Salzburg 3.400 Zuschauer  | EC Red Bull Salzburg | 1:2 (0:0, 1:2, 0:0) | HC Bozen |
| 8. April 2018, 14:00 Uhr Eisarena Salzburg 3.400 Zuschauer  | 1:2 Raphael Herburger (34:14, John Hughes, Bernhard Starkbaum) | Strafminuten: 10 bzw. 6 Torhüter: Bernhard Starkbaum (Salzburg, 59:13, 18 Schüsse, 2 Tore) Pekka Tuokkola (Bozen, 20:00, 39 Schüsse, 1 Tor)   | 0:1 Angelo Miceli (32:40, Powerplay, Alexander Egger) 0:2 Austin Smith (33:31, Powerplay, Angelo Miceli, Alexander Egger) |
| 9. April 2018, 19:20 Uhr Eisarena Salzburg 3.300 Zuschauer  | EC Red Bull Salzburg | 3:0 (0:0, 1:0, 2:0) | HC Bozen |
| 9. April 2018, 19:20 Uhr Eisarena Salzburg 3.300 Zuschauer  | 1:0 Peter Mueller (31:19, Layne Viveiros) 2:0 Bobby Raymond (44:11, John Hughes, Martin Štajnoch) 3:0 John Hughes (58:49, Empty Net, Raphael Herburger, Ryan Duncan) | Strafminuten: 10 bzw. 16 Torhüter: Bernhard Starkbaum (Salzburg, 60:00, 25 Schüsse, 0 Tore) Pekka Tuokkola (Bozen, 58:38, 35 Schüsse, 2 Tore) | keine Tore |
| 12. April 2018, 20:20 Uhr Eiswelle 6.700 Zuschauer          | HC Bozen | 4:2 (1:1, 2:1, 1:0) | EC Red Bull Salzburg |
| 12. April 2018, 20:20 Uhr Eiswelle 6.700 Zuschauer          | 1:0 Alexander Egger (00:24, Domenic Monardo, Mike Halmo) 2:1 Robin Gartner (32:50, Powerplay, Domenic Monardo, Matias Sointu) 3:2 Alex Petan (35:48, Chris DeSousa, Matias Sointu) 4:2 Travis Oleksuk (55:32, Matias Sointu, Domenic Monardo) | Strafminuten: 14 bzw. 10 Torhüter: Pekka Tuokkola (Bozen, 60:00, 26 Schüsse, 2 Tore) Bernhard Starkbaum (Salzburg, 57:08, 23 Schüsse, 4 Tore) | 1:1 John Hughes (02:06, Raphael Herburger) 2:2 Alexander Pallestrang (35:10, Dominique Heinrich, Peter Mueller) |
| 13. April 2018, 20:20 Uhr Eiswelle 7.200 Zuschauer          | HC Bozen | 3:6 (1:1, 2:3, 0:2) | EC Red Bull Salzburg |
| 13. April 2018, 20:20 Uhr Eiswelle 7.200 Zuschauer          | 1:1 Alex Petan (19:19, Powerplay, Angelo Miceli, Alexander Egger) 2:1 Chris DeSousa (26:51, Anton Bernard, Matias Sointu) 3:2 Anton Bernard (33:48, Daniel Frank) | Strafminuten: 22 bzw. 12 Torhüter: Pekka Tuokkola (Bozen, 57:12, 33 Schüsse, 6 Tore) Bernhard Starkbaum (Salzburg, 60:00, 14 Schüsse, 3 Tore) | 0:1 Rob Schremp (09:09, Powerplay, Peter Mueller, Brant Harris) 2:2 Michael Schiechl (28:59, Thomas Raffl, Martin Štajnoch) 3:3 Alexander Cijan (34:08, Alexander Rauchenwald, Layne Viveiros) 3:4 Rob Schremp (38:11, Powerplay, Peter Mueller, Julien Brouillette) 3:5 Ryan Duncan (43:48, Powerplay, Bobby Raymond, John Hughes) 3:6 Julien Brouillette (50:35, Brant Harris, Peter Mueller) |
| 15. April 2018, 17:20 Uhr Eisarena Salzburg 3.400 Zuschauer | EC Red Bull Salzburg | 6:5 n. V. (2:1, 1:2, 2:2, 0:1) | HC Bozen |
| 15. April 2018, 17:20 Uhr Eisarena Salzburg 3.400 Zuschauer | 1:0 Peter Hochkofler (01:59, Thomas Raffl, Alexander Pallestrang) 05:16, Michael Schiechl2:1 Ryan Duncan (17:04, Raphael Herburger, Mario Huber) 3:2 Ryan Duncan (37:19, Powerplay, Bobby Raymond, Dominique Heinrich) 4:4 Bobby Raymond (57:32, Powerplay, John Hughes, Dominique Heinrich) 5:4 Brant Harris (58:15, Powerplay, Peter Mueller, Bob Schremp) 6:5 Brant Harris (75:30, Peter Mueller, Rob Schremp) | Strafminuten: 12 bzw. 14 Torhüter: Bernhard Starkbaum (Salzburg, 75:30, 40 Schüsse, 5 Tore) Pekka Tuokkola (Bozen, 74:38, 53 Schüsse, 6 Tore) | 1:1 Domenic Monardo (07:38, Powerplay) 2:2 Robin Gartner (27:15) 3:3 Chris DeSousa (38:28, Shorthanded) 3:4 Chris DeSousa (44:56, Matt Tomassoni) 5:5 Mike Halmo (59:06) |
| 17. April 2018, 20:20 Uhr Eiswelle 6.700 Zuschauer          | HC Bozen | 6:3 (1:1, 2:1, 3:1) | EC Red Bull Salzburg |
| 17. April 2018, 20:20 Uhr Eiswelle 6.700 Zuschauer          | 1:1 Angelo Miceli (15:57, Powerplay, Austin Smith, Alexander Egger) 2:1 Travis Oleksuk (30:57, Daniel Glira, Mat Clark) 3:2 Alex Petan (36:34, Powerplay, Alexander Egger, Angelo Miceli) 4:2 Robin Gartner (48:11, Powerplay, Matias Sointu, Mike Halmo) 5:2 Anton Bernard (52:42, Powerplay, Chris Carlisle, Luca Frigo) 6:3 Daniel Frank (57:52, Empty Net, Luca Frigo, Robin Gartner)                         | Strafminuten: 10 bzw. 12 Torhüter: Pekka Tuokkola (Bozen, 60:00, 22 Schüsse, 3 Tore) Bernhard Starkbaum (Salzburg, 58:12, 25 Schüsse, 5 Tore) | 0:1 Alexander Cijan (05:16, Michael Schiechl, Peter Hochkofler) 2:2 Peter Mueller (35:46, Powerplay, Matthias Trattnig, Rob Schremp) 5:3 Peter Mueller (56:38, Rob Schremp, Brant Harris) |
| 20. April 2018, 20:20 Uhr Eisarena Salzburg 3.400 Zuschauer | EC Red Bull Salzburg | 2:3 (0:2, 0:1, 2:0) | HC Bozen |
| 20. April 2018, 20:20 Uhr Eisarena Salzburg 3.400 Zuschauer | 1:3 Layne Viveiros (54:29, Rob Schremp, Brant Harris) 2:3 Peter Mueller (58:33, Brant Harris, John Hughes) | Strafminuten: 4 bzw. 14 Torhüter: Bernhard Starkbaum (Salzburg, 58:33, 15 Schüsse, 3 Tore) Pekka Tuokkola (Bozen, 60:00, 32 Schüsse, 2 Tore)  | 0:1 Domenic Monardo (13:41, Matias Sointu, Mike Angelidis) 0:2 Chris DeSousa (14:40, Matt Tomassoni, Matias Sointu) 0:3 Luca Frigo (25:09, Anton Bernard, Austin Smith) |
| Serienendstand: Salzburg 3:4 Bozen                          | | | |

### Playoff-Statistiken

#### Top-Scorer
| Spieler         | Mannschaft           | Sp | T | V  | Pkt | +/- | SM | PPT | PPA | SHT | SHA | GW | SaT | S%     |
| --------------- | -------------------- | -- | - | -- | --- | --- | -- | --- | --- | --- | --- | -- | --- | ------ |
| John Hughes     | EC Red Bull Salzburg | 19 | 6 | 15 | 21  | +4  | 14 | 1   | 7   | 0   | 0   | 1  | 55  | 10,9 % |
| Peter Mueller   | EC Red Bull Salzburg | 19 | 5 | 14 | 19  | +1  | 10 | 2   | 6   | 0   | 0   | 1  | 50  | 10,0 % |
| Ryan Duncan     | EC Red Bull Salzburg | 19 | 9 | 9  | 18  | +2  | 10 | 5   | 2   | 0   | 0   | 1  | 37  | 24,3 % |
| Dan DaSilva     | EHC Black Wings Linz | 12 | 8 | 8  | 16  | +9  | 6  | 2   | 3   | 0   | 0   | 1  | 39  | 20,5 % |
| Rob Schremp     | EC Red Bull Salzburg | 19 | 5 | 9  | 14  | +1  | 14 | 3   | 5   | 0   | 0   | 3  | 55  | 9,1 %  |
| Matias Sointu   | HC Bozen             | 18 | 1 | 13 | 14  | +5  | 16 | 1   | 3   | 0   | 0   | 0  | 14  | 7,1 %  |
| Brian Lebler    | EHC Black Wings Linz | 12 | 8 | 6  | 14  | +2  | 10 | 2   | 3   | 1   | 0   | 1  | 47  | 17,0 % |
| Fabio Hofer     | EHC Black Wings Linz | 12 | 6 | 7  | 13  | +1  | 6  | 2   | 1   | 0   | 0   | 2  | 31  | 19,4 % |
| Brant Harris    | EC Red Bull Salzburg | 16 | 5 | 8  | 13  | +3  | 4  | 2   | 2   | 0   | 0   | 2  | 53  | 9,4 %  |
| Alexander Egger | HC Bozen             | 18 | 1 | 11 | 12  | +4  | 4  | 0   | 7   | 0   | 1   | 0  | 16  | 6,2 %  |
| Jérémie Blain 1 | HC Innsbruck         | 6  | 0 | 4  | 4   | −4  | 34 | 0   | 2   | 0   | 0   | 0  | 12  | 0,0 %  |

Legende: Sp = Spiele, T = Tore, V = Assists, Pkt = Scorerpunkte, +/- = Plusminuswert, SM = Strafminuten, PPT = Powerplaytore, PPA = Powerplayassists, SHT = Unterzahltore, SHA = Unterzahlassists, GW = Siegestore, SaT = Torschüsse, S% = Trefferquote
1 Zum Vergleich: Spieler mit den meisten Strafminuten

#### Torhüter
| Spieler                 | Mannschaft           | SP | MIN     | GT | GTS  | SaT | SGH | SVS%    | SO | S  | N | NNV |
| ----------------------- | -------------------- | -- | ------- | -- | ---- | --- | --- | ------- | -- | -- | - | --- |
| Pekka Tuokkola          | HC Bozen             | 18 | 1109:22 | 42 | 2,27 | 578 | 536 | 92,73 % | 1  | 12 | 4 | 3   |
| David Madlener          | EC KAC               | 5  | 311:56  | 11 | 2,12 | 145 | 134 | 92,41 % | 0  | 2  | 1 | 1   |
| Rasmus Rinne            | Dornbirn Bulldogs    | 6  | 365:10  | 19 | 3,12 | 249 | 230 | 92,37 % | 0  | 2  | 3 | 1   |
| Patrik Nechvátal        | HC Innsbruck         | 6  | 355:05  | 16 | 2,70 | 176 | 160 | 90,91 % | 0  | 2  | 1 | 0   |
| Michael Ouzas           | EHC Linz             | 12 | 734:24  | 38 | 3,10 | 397 | 359 | 90,43 % | 0  | 6  | 4 | 1   |
| Bernhard Starkbaum      | EC Red Bull Salzburg | 19 | 1151:17 | 52 | 2,71 | 516 | 464 | 89,92 % | 2  | 11 | 7 | 3   |
| Jean-Philippe Lamoureux | Vienna Capitals      | 11 | 654:50  | 27 | 2,47 | 267 | 240 | 89,89 % | 1  | 5  | 5 | 2   |
| Kevin Carr              | KHL Medvešcak Zagreb | 6  | 306:38  | 24 | 4,70 | 197 | 173 | 87,82 % | 0  | 2  | 3 | 1   |

Legende: SP = Spiele, MIN = Spielminuten, GT = Gegentore, GTS = Gegentorschnitt je 60 Minuten, SaT = Torschüsse, SGH = gehaltene Schüsse, SVS% = Fangquote, SO = Shutouts, S = Siege, N = Niederlagen, NNV = Niederlagen nach Verlängerung oder Penaltyschießen

## Kader des Liga-Meisters
| EBEL-Sieger HC Bozen | Torhüter: Pekka Tuokkola, Jake Smith Verteidiger: Chris Carlisle, Mat Clark, Alexander Egger, Luca Franza, Robin Gartner, Daniel Glira, Stefano Marchetti, Matt Tomassoni Angreifer: Mike Angelidis, Anton Bernard, Chris DeSousa, Daniel Frank, Luca Frigo, Markus Gander, Mike Halmo, Michele Marchetti, Angelo Miceli, Domenic Monardo, Travis Olseksuk, Alex Petan, Viktor Schweitzer, Austin Smith, Matias Sointu Trainer: Kai Suikkanen |

## Zuschauer
Nachdem in der Vorsaison der Ligaschnitt seit 2008/09 erstmals wieder unter die Marke von 3.000 Zuschauern gefallen war, konnte dieser Trend insbesondere durch die Rückkehr von Zagreb in die Liga umgekehrt werden.
| Rang  | Team                 | Zu Hause | Zu Hause  | Zu Hause     | Auswärts | Auswärts  | Auswärts     | Gesamt | Gesamt    | Gesamt       |
|       |                      | Spiele   | Zuschauer | Durchschnitt | Spiele   | Zuschauer | Durchschnitt | Spiele | Zuschauer | Durchschnitt |
| ----- | -------------------- | -------- | --------- | ------------ | -------- | --------- | ------------ | ------ | --------- | ------------ |
| 1     | KHL Medveščak Zagreb | 30       | 149.292   | 4.976        | 30       | 94.642    | 3.154        | 60     | 243.934   | 4.065        |
| 2     | EHC Linz             | 33       | 156.345   | 4.737        | 33       | 114.932   | 3.482        | 66     | 271.277   | 4.110        |
| 3     | Vienna Capitals      | 33       | 154.737   | 4.689        | 32       | 111.586   | 3.487        | 65     | 266.323   | 4.097        |
| 4     | HC Bozen             | 35       | 132.063   | 3.773        | 37       | 124.609   | 3.367        | 72     | 256.672   | 3.564        |
| 5     | EC KAC               | 30       | 102.987   | 3.432        | 30       | 113.229   | 3.774        | 60     | 216.216   | 3.603        |
| 6     | SAPA Fehervar AV19   | 27       | 82.241    | 3.045        | 27       | 78.816    | 2.919        | 54     | 161.057   | 2.982        |
| 7     | EC Red Bull Salzburg | 37       | 104.782   | 2.831        | 36       | 143.150   | 3.976        | 73     | 247.932   | 3.396        |
| 8     | EC VSV               | 27       | 71.401    | 2.644        | 27       | 88.175    | 3.265        | 54     | 159.576   | 2.955        |
| 9     | EC Dornbirn          | 30       | 76.673    | 2.555        | 30       | 86.897    | 2.896        | 60     | 163.570   | 2.726        |
| 10    | Orli Znojmo          | 27       | 67.303    | 2.492        | 27       | 83.185    | 3.080        | 54     | 150.488   | 2.786        |
| 11    | HC Innsbruck         | 30       | 69.800    | 2.326        | 30       | 106.189   | 3.539        | 60     | 175.989   | 2.933        |
| 12    | EC Graz 99ers        | 27       | 60.972    | 2.258        | 27       | 83.186    | 3.080        | 54     | 144.158   | 2.669        |
| SUMME | SUMME                | 366      | 1.228.596 | 3.357        | 366      | 1.228.596 | 3.357        | 732    | 2.457.192 | 3.357        |

## Schiedsrichter

### Head-Referees
Die folgenden Schiedsrichter bildeten den Kader für die Spiele der Erste Bank Eishockey Liga:
| #44 | Slowakei | Vladimir Babic  | #17 | Osterreich         | Thomas Berneker | #45 | Slowenien  | Miha Bulovec      | #7  | Osterreich | Patrick Fichtner  |
| #28 | Italien  | Daniel Gamper   | #6  | Osterreich         | Patrick Gruber  | #19 | Osterreich | Roland Kellner    | #48 | Slowakei   | Vladimir Baluska  |
| #33 | Ungarn   | Gergely Kincses | #14 | Vereinigte Staaten | Mark Lemelin    | #20 | Osterreich | Kristijan Nikolic | #22 | Osterreich | Manuel Nikolic    |
| #29 | Kroatien | Trpimir Piragic | #23 | Osterreich         | Stefan Siegel   | #3  | Slowakei   | Ladislav Smetana  | #40 | Osterreich | Christoph Sternat |
| #21 | Slowakei | Miroslav Stolc  | #4  | Slowenien          | Viktor Trilar   | #16 | Slowenien  | Milan Zrnic       |     |            |                   |

### Linesmen
| #57 | Osterreich | Bettina Angerer      | #69 | Osterreich | Timo Ettlmayr      | #68 | Osterreich | Maximilian Gatol   | #76 | Slowenien  | Matjaz Hribar |
| #94 | Osterreich | Christian Kaspar     | #97 | Osterreich | Kevin Kontschieder | #91 | Ungarn     | Attila Nagy        | #51 | Ungarn     | Marton Nemeth |
| #71 | Osterreich | David Nothegger      | #86 | Slowenien  | Natasa Pagon       | #61 | Italien    | Ulrich Pardatscher | #72 | Slowenien  | Damir Rakovic |
| #77 | Osterreich | Jakob Schauer        | #96 | Osterreich | Elias Seewald      | #55 | Ungarn     | Daniel Soos        | #56 | Osterreich | Daniel Sparer |
| #95 | Osterreich | Maximilian Verworner | #87 | Slowenien  | Gasper Jaka Zgonc  |     |            |                    |     |            |               |